# Veckersviller
Veckersviller là một xã trong vùng Grand Est, thuộc tỉnh Moselle, quận Sarrebourg, tổng Fénétrange. Tọa độ địa lý của xã là 48° 50' vĩ độ bắc, 07° 10' kinh độ đông. Veckersviller nằm trên độ cao trung bình là 320 mét trên mực nước biển, có điểm thấp nhất là 268 mét và điểm cao nhất là 325 mét. Xã có diện tích 4,79 km², dân số vào thời điểm 2005] là 290 người; mật độ dân số là 60,4 người/km².

## Thông tin nhân khẩu
| 1962 | 1968 | 1975 | 1982 | 1990 | 1999 |
| ---- | ---- | ---- | ---- | ---- | ---- |
| 261  | 280  | 254  | 235  | 222  | 255  |